# ایکدا ناکاهیرو

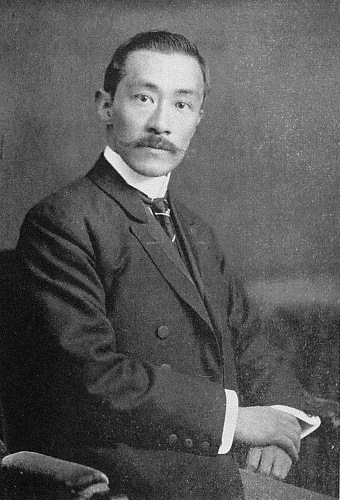
ایکدا ناکاهیرو

ایکدا ناکاهیرو (به ژاپنی: 池田 仲博 いけだ なかひろ)، ۲۸ اوت ۱۸۷۷ (۱۰ دوره میجی) - ۱ ژانویه ۱۹۴۸ (۲۳ دوره شووا) عضو مجلس اعیان (ژاپن)، یک اشراف‌زاده و یک افسر ارتش (ستوان پیاده‌نظام) از دوره‌های میجی تا شووا بود. او شانزدهمین رئیس خاندان توتوری ایکدا بود.
او پنجمین پسر پانزدهمین شوگون، توکوگاوا یوشینوبو از همسر غیراصلی اش شینمورا نوبو بود.